# SIG P228半自動手槍
SIG P228是一款由西格&紹爾所研製及生產的緊湊型軍用型半自動手槍，是SIG P226半自動手槍的緊湊型版本，發射9×19毫米手槍子彈。

## 概述
目前已被各執法機關和美國軍隊所使用，後者被命名M11。P228具有比P226更短的套筒和槍管。與P226不同的是，P228只有9×19毫米口徑和使用13發彈匣，但也可以使用P226的15或20發彈匣。使用售後市場的延長彈匣也可使P228的彈匣容量增加到15發。
從遠處看，P228與P226可以通過比較扳機護環（P228的是圓滑過渡的，而P226的前有小型防滑凹陷和掛鉤）以及槍管和套筒的長度（P228的槍管是99毫米（3.9英寸），因此具有一個相應較短的套筒）來區分。P228與P226並排比較也可看出P228比P226略短（縮短15毫米（0.59英寸））。雖然更大容量的P226彈匣也可以給P228使用，但是這會因超出原來握把的部分而破壞手槍的隱蔽性。
民用型銷售的P228已經隨著同時地有9×19毫米口徑的P229的推出而停產，因為P229與P228幾乎相同，不過它的套筒是以銑削不鏽鋼所製造（而P228的是鍛造碳鋼套筒），而且可以發射9×19毫米、.40 S&W和.357 SIG三種手槍子彈。
在2012年夏季，西格&紹爾宣布他們推出M11A1，這在本質上是裝上了快速復位扳機（英語：Short Reset Trigger，簡稱：SRT）、SIGLITE氚光夜間瞄準具、MecGar15發彈匣，以及軍用風格的智能標記和序列號的P228。後來在2012年，P228的空軍M11B版本被推出作民間銷售。據傳聞，有50把M11B民用型推出了市場。
M11將會被陸軍和空軍通過模組化手槍系統（英語：Modular Handgun System，簡稱：MHS）計劃取代。

## 設計細節
P228與SIG經典手槍系列的其他成員一樣，採用了由約翰·白朗寧首創的後膛閉鎖槍管短行程後座作用模式以使全槍運作。在射擊時，套筒和槍管鎖在一起並且向後移動幾毫米，槍管會向後移直到後方的絞鏈時使後膛向下傾斜。這個時候，子彈已經離開槍管，而壓力亦已經下降到安全水平。在這種情況以下，套筒已完成向後行程，並以拋彈口退出彈殼。然後復進簧（又稱：反沖彈簧）會向前推動套筒，從彈匣上取出最頂部的一發並讓槍管後膛向上回複水平同時向前運動幾毫米，再將套筒和槍管一起閉鎖。
與其他白朗寧型武器（諸如柯爾特M1911A1，白朗寧大威力半自動手槍和CZ 75）以槍管和套筒之間的閉鎖鎖耳和凹槽的相互扣合以實現閉鎖相反的是，P226使用加大的槍管後膛節套在拋殼口內閉鎖使槍管和套筒得以閉鎖在一起。這個由SIG所發明的一個修改過的閉鎖系統與原來由白朗寧研製的閉鎖系統相比並沒有任何功能上的缺點，而且目前已經被眾多的槍械製造商所仿製。
P228的所有型號的底把是由硬質氧化鋁合金所製造。
標準型SIG P228在槍身的左側和彈匣釋放按鈕的上方具有待擊解脫桿（英語：Decocking lever），其首次出現在第二次世界大战時期的绍尔38H上，它可以降低外置式擊錘以鎖上全槍。在膛室裝彈或是發射子彈時，套筒會使擊錘自動地向後方拉下。由於使用了待擊解脫桿，擊錘可以在不使用撞針保險以下向後方拉下，這使得武器在已經使用待擊解脫桿以下不大可能出現走火。此外，使用了待擊解脫桿並使武器很像裝上了“防跌落保險”（英語：Drop Safety）。這就意味著，除非扣動扳機，否則撞針將不能撞上上膛的子彈底火。扣動扳機並慢慢地降低擊錘不會使武器具有“防跌落保險”，這是因為有相當的力道施加到擊錘的話就會導致可以在一個偶然的排放。只要手槍可以按正確方式待擊解脫，可以安全地收藏於槍套內，亦可以在雙動操作模式以下只需扣動扳機就可以發射。SIG P226並沒有手動保險裝置。雙動操作扳機扣力大約是44牛頓（10磅力）。在隨後的射擊模式就會改為單動操作扳機，這時扳機扣力會減輕至約20牛頓（4.5磅力）。與其他單／雙動操作扳機（SA／DA）手槍，例如HK USP和貝瑞塔92F等一樣，都需要一些時間進行訓練以盡量減少首發時的雙動操作模式射擊和以後的單動操作模式射擊之間的不同扳機扣力造成的差異感。事實上，其擊錘也可以在任何時間以下由使用者以手動方式拉下，然後就會在單動操作模式以下射擊。

## 生產
SIG槍械同時在德国埃肯弗特的JP西格&紹爾父子公司和美国新罕布什尔州埃克塞特城的瑞士軍工公司（前稱SIGARMS公司）兩地生產。

## 衍生型

### P228導軌型
P228導軌型（英語：P228 Rail，簡稱：P228R）基本上與P228相同，只是它在套筒下、底把的扳機護環前方的防塵蓋整合了一條戰術燈安裝導軌，以安裝各種戰術燈、雷射瞄準器和其他戰術配件。
民用型銷售的P228已經隨著同時地有9×19毫米口徑的P229的推出而停產，但最近亦有民用型有限量重新生產，並且整合了戰術配件導軌，並且命名為P228R。
P228R的導軌與MIL-STD-1913戰術導軌（又稱：皮卡汀尼導軌）相比具有更為圓潤的輪廓，雖然仍然可以適配並且裝上大多數使用皮卡汀尼導軌的戰術配件，但並不是全部的都可以。

### M11-A1
2012年，西格&紹爾在夏季宣布，他們推出M11-A1，這在本質上是P228的不鏽鋼套筒和鋁合金底把版本，具有最新型短行程復位扳機（英語：Short Reset Trigger，簡稱：SRT），SIG精簡版氚光夜間瞄具，MecGar 15發彈匣，和一個軍用風格的智能標籤和序列號。

## 使用國
| 國家                   | 組織名稱                         | 使用型號         |
| ---------------------- | -------------------------------- | ---------------- |
| 阿尔巴尼亚             | 阿爾巴尼亞警察武裝份子掃蕩部門   | P228             |
| 阿根廷                 | 阿根廷國家憲兵                   | P228             |
| 阿根廷                 | 阿根廷聯邦警察                   | P228             |
|                        | 澳大利亞陸軍特種空勤團           | P228             |
|                        | 孟加拉海軍特種作戰潛水與打撈部隊 | P228             |
| 孟加拉陸軍特別安全部隊 | P228                             |                  |
| 加拿大                 | 加拿大武裝部隊第二聯合特遣部隊   | P228             |
| 法國                   | 國家憲兵干預組                   | P228             |
|                        | 格魯吉亞武裝部隊                 | P228             |
| 德国                   | 德國邦警察特別行動突擊隊         | P228             |
| 德国                   | 德國聯邦警察GSG 9                | P228             |
| 香港                   | 廉政公署證人保護及槍械組         | P228             |
| 印度尼西亞             | 印尼海軍青蛙司令部               | P228             |
| 印度尼西亞             | 印尼陸軍特種部隊司令部           | P228             |
| 愛爾蘭                 | 愛爾蘭國防軍陸軍遊騎兵           | P228             |
| 以色列                 | 以色列國防軍特種部隊             | P228             |
| 日本                   | 日本警察特殊急襲部隊             | P228             |
| 日本                   | 海上保安廳特殊警備隊             | P228             |
| 盧森堡                 | 大公國警察警察特別單位           | P228             |
| 澳門                   | 澳門治安警察局特別行動組         | P228             |
| 马来西亚               | 馬來西亞特種作戰部隊             | P228             |
| 马来西亚               | 馬來西亞皇家警察                 | P228             |
| 新西兰                 | 紐西蘭陸軍特種空勤團             | P228             |
| 巴拿马                 | 巴拿馬國家警察                   | P228             |
| 波蘭                   | 波蘭武裝部隊行動應變及機動組     | P228             |
| 葡萄牙                 | 葡萄牙武裝部隊                   | P228             |
| 葡萄牙                 | 葡萄牙治安警察局特別行動組       | P228             |
| 菲律賓                 | 菲律賓空軍                       | P228             |
| 西班牙                 | 畢爾巴鄂警察                     | P228             |
| 瑞典                   | 瑞典警察                         | P228             |
| 瑞士                   | 地方警察部門                     | P228             |
| 阿联酋                 | 阿拉伯聯合酋長國武裝部隊         | P228             |
| 阿联酋                 | 特種部隊單位                     | P228             |
| 英国                   | 英國特種部隊                     | P228命名為L117A1 |
| 英国                   | 武裝警察單位                     | P228             |
| 美国                   | 美国陆军                         | P228命名為M11    |
| 美国                   | 美國陸軍刑事調查司令部           | P228             |
| 美国                   | 美國海軍                         | P228命名為M11    |
| 美国                   | 美國海軍特種作戰司令部           | P228命名為M11    |
| 美国                   | 美國空軍                         | P228             |
| 美国                   | 美國空軍特別調查辦公室           | P228             |
| 美国                   | 美國海岸警衛隊                   | P228命名為M11    |
| 美国                   | 美國外交安全局                   | P228             |
| 美国                   | 美國國防部                       | P228             |
| 美国                   | 美国缉毒局                       | P228             |
| 美国                   | 美國聯邦調查局                   | P228             |
| 美国                   | 美國特勤局                       | P228             |
| 美国                   | 美國農業部                       | P228             |
| 美国                   | 美國衛生及公共服務部             | P228             |
| 美国                   | 美國聯邦監獄局                   | P228             |
| 美国                   | 聯邦航空警察局                   | P228             |
| 美国                   | 美國土地管理局                   | P228             |
| 美国                   | 美國國家公園管理局               | P228             |
| 美国                   | 美國菸酒槍炮及爆裂物管理局       | P228             |
| 美国                   | 美國法警局                       | P228             |
| 美国                   | 美國財政部                       | P228             |
| 美国                   | 美國國務院                       | P228             |
| 美国                   | 多個地方警察部門                 | P228、P228R      |
| 委內瑞拉               | 委內瑞拉國民軍                   | P228             |

## 流行文化
SIG P228同時出現在一些电影、电视剧、电子游戏和动画裡，例如：

### 電影
- 2005年—《玩火（英语：Derailed (2005 film)）》：原由德克斯特（艾勒比飾演）所持有，後分別被菲利普·拉羅什（文森·卡索飾演）和查爾斯·舒恩（克萊夫·歐文飾演）所搶奪使用。
- 2010年—《竊盜城》：由保安人員所使用。
- 2010年—《突擊（英语：L'assaut）》：由法國國家憲兵干預組幹員所使用。
- 2014年—《殺手的品格（英语：No Tears for the Dead）》：由查茲（布萊恩・泰（英语：Brian Tee）飾演）和胡安（安東尼·迪利奧飾演）用在韓國的活動。

### 電視劇
- 《X檔案》系列
- 《極限權利》系列：由英國陸軍特種空勤團幹員所使用。

### 電子遊戲
- 《絕對武力》系列（除《全球攻勢》和《絕對武力2》以外的所有作品）：命名為“228 Compact”，奇怪地發射.357 SIG子彈，以及在彈匣內仍有子彈下重新裝填時滑套會自動鎖定。
- 2007年—《穿越火線》：命名為“P228”。

## 資料來源
1. 1 2 3 4  . World.guns.ru. 2011-01-24  [2011-10-23]. （原始内容存档于2010-09-14）.
2. 1 2  . Products and Services. 西格&紹爾.   [2010-12-17]. （原始内容存档于2007-10-12）.
3. ↑  Testing of M9 replacement to start next year - Armytimes.com, 23 July 2013
4. ↑  . Cybershooters.org.   [2011-10-23]. （原始内容存档于2004-03-11）.
5. 1 2  .   [2011-01-09].[]
6. 1 2  . Hrvatski Vojnik Magazine.   [2010-06-12]. （原始内容存档于2010-08-22） （克罗地亚语）.
7. ↑  Janq Designs. . Special Operations.Com.   [2011-08-06]. （原始内容存档于2011-01-14）.
8. ↑  .   [2016-07-31]. （原始内容存档于2016-01-06）.
9. ↑  . usp.lu - Unofficial Website of Unité Spéciale、Officially Endorsed.   [2009-10-06]. （原始内容存档于2011-07-22）.
10. ↑   (PDF). RAIDS Magazine. March 2006  [2009-09-23]. （原始内容 (PDF)存档于2011-07-22） （法语）.
11. ↑  Lasterra、Juan Pablo.  (PDF). ARMAS Magazine. 2004  [2009-09-23]. （原始内容 (PDF)存档于2011-07-22） （西班牙语）.
12. ↑  Thompson、Leroy. . Special Weapons. December 2008  [2010-02-08]. （原始内容存档于2012-04-02）.
13. ↑  Sebastian Miernik. . Grom.mil.pl.   [2011-08-06]. （原始内容存档于2011-08-14）.
14. ↑   (PDF).   [2011-10-23]. （原始内容 (PDF)存档于2011-08-09）.
15. ↑   (PDF).   [2011-08-06]. （原始内容 (PDF)存档于2011-09-28）.
16. 1 2 3  Valpolini, Paolo.  (PDF). Armada International. June 2009  [2010-02-13]. （原始内容 (PDF)存档于2010-02-14）. 外部链接存在于|publisher= (帮助)
17. 1 2  Miller、David (2001). The Illustrated Directory of 20th Century Guns. Salamander Books Ltd. ISBN 1-84065-245-4.
18. ↑  . navyseals.com.   [2012-07-15]. （原始内容存档于2012-07-05）.
19. 1 2  . Sigsauer.com.   [2011-08-06]. （原始内容存档于2011-08-07）.

## 外部連結
- （英文）—GAO report, Pistol Procurement, Allegations on Army Selection of Beretta 9mm. as DOD Standard Sidearm, June 1986.（页面存档备份，存于）
- （英文）—Official page
- （英文）—P226 operator's manual
- （英文）—Modern firearms—SIG-Sauer P228 and P229 pistols（页面存档备份，存于）
- （英文）—Weapon.ge—SIG-Sauer P228（页面存档备份，存于）
- （英文）—The Firearm Blog.com—Sig Sauer Announces New M11 A-1（页面存档备份，存于）
- （英文）—The Truth About Guns.com—
  - Obscure Object of Desire: SIG SAUER M11-B Pistol（页面存档备份，存于）
  - Which Gun Would You Grab: HK P30 V3 9mm or SIG P228 M11-A1（页面存档备份，存于）
  - Everyday Carry Pocket Dump of the Day: Annon（页面存档备份，存于）
  - Showdown: SIG P229 Legion vs. SIG M11-A1（页面存档备份，存于）
- （英文）—Guns & Ammo.com—Honorable Service: SIG Sauer M11-A1 Review（页面存档备份，存于）
- （英文）—Gunblast.com—Sig Sauer MK25 & M11 9mm Semi-Automatic Service Pistols（页面存档备份，存于）
- （英文）—Military, Security and Civilian Guns and Equipment—SIG-Sauer P228 (M11)（页面存档备份，存于）
- （英文）—Tactical-Life.com—
  - Top 10 Guns Of Combat Handguns For 2013（页面存档备份，存于）
  - Sig Sauer Desert Models – MK25 & M11-A1 Pistols（页面存档备份，存于）
  - Top 8 Pistols of SPECIAL WEAPONS FOR MILITARY & POLICE in 2014（页面存档备份，存于）
  - Gun Review: Sig Sauer’s M11-A1 9mm Handgun（页面存档备份，存于）
  - 5 Buzzworthy Handguns Taking 2015 by Storm（页面存档备份，存于）
- （英文）—Personal Defense World.com—
  - Sig Sauer M11 – A1（页面存档备份，存于）
  - SNEAK PEEK: SIG SAUER M11-A1 9mm（页面存档备份，存于）
- （俄文）—Энциклопедия Вооружений－Зиг - Зауер П225, П226, П228, П229 (SIG - Sauer P225, P226, P228, P229)（页面存档备份，存于）
- （简体中文）—D Boy Gun World（槍炮世界）—SIG Sauer P228（页面存档备份，存于）
- （繁體中文）—Civilian Gunner—SIG SAUER P228（页面存档备份，存于）